# التكثيرية

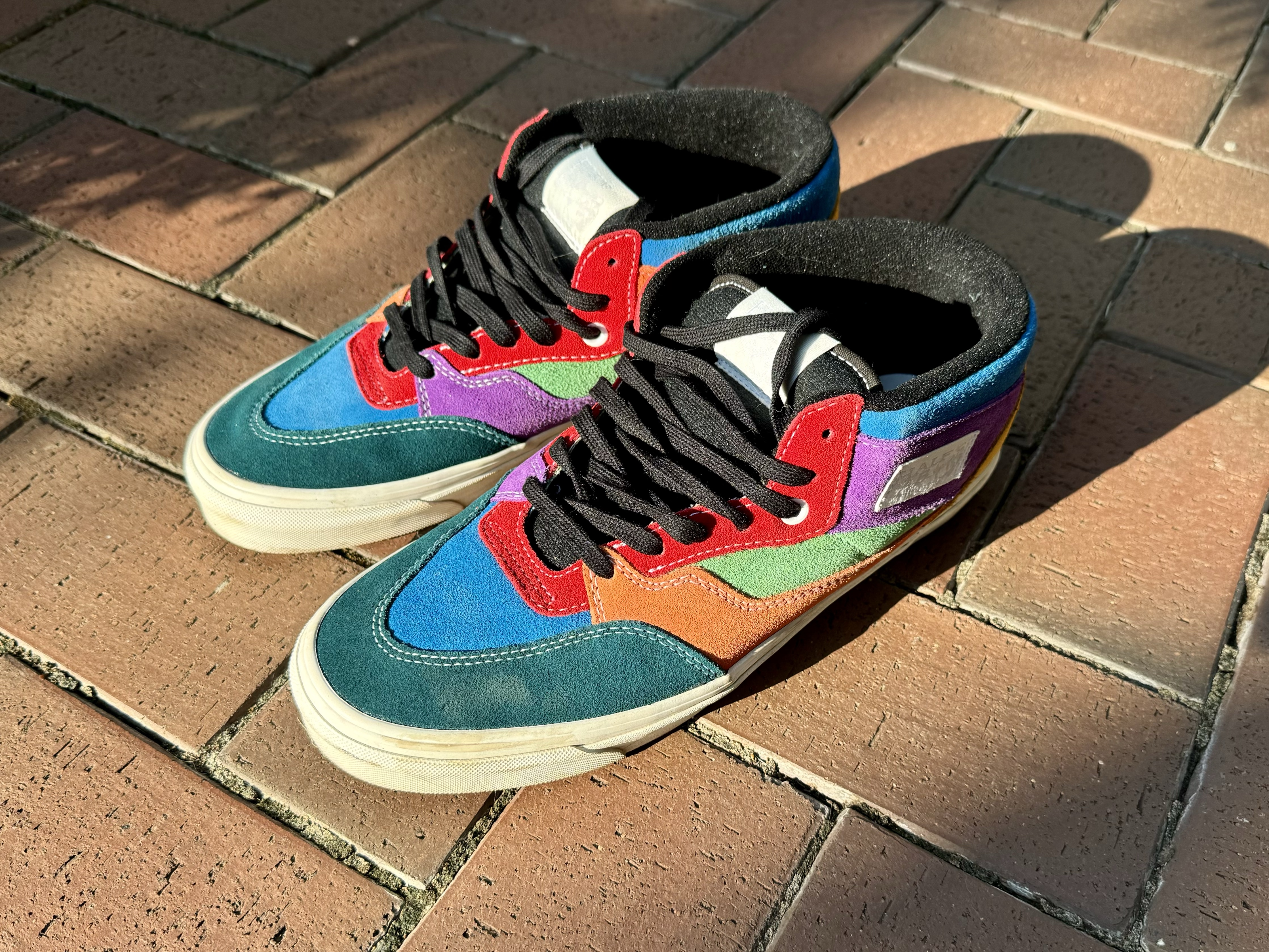
تمثيل للتكثيرية في تصميم حذاء من ناحية استخدام عدد كبير من الألوان.

يستخدم مصطلح التكثيرية (Maximalism) في الفنون، والأدب والعمارة والموسيقى وأنواع أخرى. ونشأت كحركة فنية معارضة للتقليلية.
تقوم التكثيرية على الاثراء والإفراط، ويمكن أن تحتوي على إشارات ساخرة أو شهوانية أو ثقافية أو انتقادية اجتماعية، كما يتضح من اللوحات التكثيرية.
مصطلح يتغني الجمال المفرط، والتكرار والتفاصيل، ويمكن أن يشير إلى الهوس في امتلاك الأشياء وتجميعها. ويمكن أن يشير أيضًا إلى نمط تصميم يتضمن أشكال معقدة وألوان صارخة وأنماط كثيرة لخلق تأثير بصري قوي. ويعني أيضًا الأفكار والأفعال المتطرفة والمباشرة التي تسعى إلى تحقيق أهداف سياسية أو اجتماعية.